# 米兰·拉帕伊奇
米兰·拉帕伊奇（1973年8月16日—），克罗地亚男子足球运动员，场上位置是中场。他曾代表克罗地亚国家队参加2002年国际足联世界杯和2004年欧洲足球锦标赛。